# Jussier Formiga
Jussier da Silva (Natal, Rio Grande do Norte; 14 de abril de 1985) es un artista marcial mixto brasileño que actualmente compite en la categoría de peso mosca en Ultimate Fighting Championship. En junio de 2020, Formiga es 4º en el ranking oficial de peso mosca de UFC.

## Carrera en artes marciales mixtas

### Ultimate Fighting Championship
El 14 de julio de 2012 se anunció que Formiga firmó con la UFC.
Formiga se enfrentó a John Dodson el 5 de octubre de 2012 en UFC on FX 5. Después de una primera ronda lenta, Formiga perdió la pelea por TKO a los 4:35 de la segunda ronda.
Formiga se enfrentó a Chris Cariaso el 18 de mayo de 2013 en UFC on FX 8. Ganó la pelea por decisión unánime.
Formiga se enfrentó a Joseph Benavidez el 4 de septiembre de 2013 en UFC Fight Night 28. Perdió la pelea por TKO en la primera ronda.
Formiga se enfrentó a Scott Jorgensen el 23 de marzo de 2014 en UFC Fight Night 38. Formiga ganó la pelea a través de sumisión en la primera ronda. Formiga golpeó involuntariamente el mentón de Jorgensen con la parte superior de su cráneo, que pasó inadvertido para el árbitro y sometió a Jorgensen a través de un estrangulador trasero. Jorgensen apeló el cabezazo a la Comisión Brasileña de Atletismo, pero el resultado no fue cambiado.
Se esperaba que Formiga se enfrentara a Zach Makovsky el 2 de agosto de 2014 en el UFC 176. Sin embargo, después de que UFC 176 fuera cancelado, el combate contra Makovsky fue reprogramado y tuvo lugar el 16 de agosto de 2014 en UFC Fight Night 47. Ganó la pelea por decisión unánime.
Formiga se enfrentó a Wilson Reis el 30 de mayo de 2015 en UFC Fight Night 67. Ganó la pelea por decisión unánime.
Formiga enfrentó a Henry Cejudo el 21 de noviembre de 2015 en The Ultimate Fighter América Latina 2 Finale. Perdió la pelea por decisión dividida.
Formiga enfrentó a Dustin Ortiz el 24 de septiembre de 2016 en UFC Fight Night 95. Ganó la pelea por decisión unánime.
El 11 de marzo de 2017, Formiga se enfrentó a Ray Borg en UFC Fight Night 106. Perdió la pelea por decisión unánime.
Formiga se enfrentó a Ulka Sasaki el 23 de septiembre de 2017 en UFC Fight Night: Saint Preux vs. Okami. Ganó la pelea por sumisión en la primera ronda.
Formiga se enfrentó a Ben Nguyen el 11 de febrero de 2018 en UFC 221. Ganó la pelea por sumisión técnica en la tercera ronda. Además, recibió el premio a la Actuación de la Noche.
Formiga enfrentó a Sergio Pettis el 6 de octubre de 2018 en UFC 229. Ganó la pelea por decisión unánime.
Formiga se enfrentó a Deiveson Figueiredo el 23 de marzo de 2019 en UFC Fight Night 148. Ganó la pelea por decisión unánime.

## Campeonatos y logros
- Shooto South America
  - Shooto South American 123 lb Championship

## Récord en artes marciales mixtas
| Resultado | Récord | Oponente            | Método                              | Evento                                        | Fecha                    | Ronda | Tiempo | Localización           | Notas                                     |
| --------- | ------ | ------------------- | ----------------------------------- | --------------------------------------------- | ------------------------ | ----- | ------ | ---------------------- | ----------------------------------------- |
| Derrota   | 23–8   | Alex Perez          | TKO (patadas)                       | UFC 250                                       | 6 de junio de 2020       | 1     | 4:06   | Las Vegas, Nevada      |                                           |
| Derrota   | 23–7   | Brandon Moreno      | Decisión (unánime)                  | UFC Fight Night: Lee vs. Oliveira             | 14 de marzo de 2020      | 3     | 5:00   | Brasília               |                                           |
| Derrota   | 23–6   | Joseph Benavidez    | TKO (patada a la cabeza y golpes)   | UFC on ESPN: Ngannou vs. dos Santos           | 29 de junio de 2019      | 2     | 4:47   | Mineápolis, Minesota   |                                           |
| Victoria  | 23–5   | Deiveson Figueiredo | Decisión (unánime)                  | UFC Fight Night: Thompson vs. Pettis          | 23 de marzo de 2019      | 3     | 5:00   | Nashville, Tennessee   |                                           |
| Victoria  | 22–5   | Sergio Pettis       | Decisión (unánime)                  | UFC 229                                       | 6 de octubre de 2018     | 3     | 5:00   | Paradise, Nevada       |                                           |
| Victoria  | 21–5   | Ben Nguyen          | Sumisión técnica (rear naked choke) | UFC 221                                       | 11 de febrero de 2018    | 3     | 1:43   | Perth, Australia       | Actuación de la Noche.                    |
| Victoria  | 20–5   | Ulka Sasaki         | Sumisión (rear naked choke)         | UFC Fight Night: Saint Preux vs. Okami        | 23 de septiembre de 2017 | 1     | 4:30   | Saitama                |                                           |
| Derrota   | 19–5   | Ray Borg            | Decisión (unánime)                  | UFC Fight Night: Belfort vs. Gastelum         | 11 de marzo de 2017      | 3     | 5:00   | Fortaleza              |                                           |
| Victoria  | 19–4   | Dustin Ortiz        | Decisión (unánime)                  | UFC Fight Night: Cyborg vs. Lansberg          | 24 de septiembre de 2016 | 3     | 5:00   | Brasilia               |                                           |
| Derrota   | 18–4   | Henry Cejudo        | Decisión (dividida)                 | UFC Fight Night: Magny vs. Gastelum           | 21 de noviembre de 2015  | 3     | 5:00   | Monterrey              |                                           |
| Victoria  | 18–3   | Wilson Reis         | Decisión (unánime)                  | UFC Fight Night: Condit vs. Alves             | 30 de mayo de 2015       | 3     | 5:00   | Goiânia                |                                           |
| Victoria  | 17–3   | Zach Makovsky       | Decisión (unánime)                  | UFC Fight Night: Bader vs. St. Preux          | 16 de agosto de 2014     | 3     | 5:00   | Bangor, Maine          |                                           |
| Victoria  | 16–3   | Scott Jorgensen     | Sumisión (rear naked choke)         | UFC Fight Night: Shogun vs. Henderson 2       | 23 de marzo de 2014      | 1     | 3:07   | Natal                  |                                           |
| Derrota   | 15–3   | Joseph Benavidez    | TKO (rodillazo y golpes)            | UFC Fight Night: Teixeira vs. Bader           | 4 de septiembre de 2013  | 1     | 3:07   | Belo Horizonte         |                                           |
| Victoria  | 15–2   | Chris Cariaso       | Decisión (unánime)                  | UFC on FX: Belfort vs. Rockhold               | 18 de mayo de 2013       | 3     | 5:00   | Jaraguá do Sul         |                                           |
| Derrota   | 14–2   | John Dodson         | TKO (golpes)                        | UFC on FX: Browne vs. Bigfoot                 | 5 de octubre de 2012     | 2     | 4:35   | Minneapolis, Minnesota | Eliminatoria por el título de peso mosca. |
| Victoria  | 14–1   | Sidney Oliveira     | Sumisión (rear naked choke)         | Shooto - Brazil 31                            | 29 de junio de 2012      | 1     | 2:45   | Brasilia               |                                           |
| Victoria  | 13–1   | Martin Coria        | Sumisión (triangle choke)           | Coliseu Extreme Fight                         | 18 de marzo de 2012      | 3     | 2:11   | Maceio                 |                                           |
| Victoria  | 12–1   | Rodrigo Santos      | Sumisión (rear naked choke)         | Fort MMA - Fort MMA Championships 1           | 15 de diciembre de 2011  | 1     | 3:52   | Natal                  |                                           |
| Victoria  | 11–1   | Michael Willian     | Sumisión (rear-naked choke)         | Shooto - Brazil 26                            | 29 de octubre de 2011    | 2     | 4:55   | Río de Janeiro         |                                           |
| Victoria  | 10–1   | Mamoru Yamaguchi    | Decisión (unánime)                  | Tachi Palace Fights 10                        | 5 de agosto de 2011      | 3     | 5:00   | Lemoore                |                                           |
| Derrota   | 9–1    | Ian McCall          | Decisión (unánime)                  | Tachi Palace Fights 8                         | 18 de febrero de 2011    | 3     | 5:00   | Lemoore                |                                           |
| Victoria  | 9–0    | Danny Martinez      | Decisión (unánime)                  | Tachi Palace Fights 7                         | 2 de diciembre de 2010   | 3     | 5:00   | Lemoore                |                                           |
| Victoria  | 8–0    | Alexandre Pantoja   | Decisión (unánime)                  | Shooto - Brazil 16                            | 12 de junio de 2010      | 3     | 5:00   | Río de Janeiro         |                                           |
| Victoria  | 7–0    | Shinichi Kojima     | Decisión (unánime)                  | Shooto: Revolutionary Exchanges 1: Undefeated | 19 de julio de 2009      | 3     | 5:00   | Tokio                  |                                           |
| Victoria  | 6–0    | Michael Willian     | Decisión (dividida)                 | Shooto - Brazil 9                             | 29 de noviembre de 2008  | 3     | 5:00   | Fortaleza              |                                           |
| Victoria  | 5–0    | Ralph Alves         | Decisión (dividida)                 | Shooto - Brazil 8                             | 30 de agosto de 2008     | 1     | 1:46   | Río de Janeiro         |                                           |
| Victoria  | 4–0    | José María Tome     | Sumisión (rear naked choke)         | OBF - Original Bairros Fight 7                | 9 de marzo de 2008       | 1     | 3:41   | Natal                  |                                           |
| Victoria  | 3–0    | Arinaldo Batista    | Decisión (unánime)                  | HF - Hikari Fight                             | 14 de enero de 2006      | 3     | 5:00   | Natal                  |                                           |
| Victoria  | 2–0    | Amaury Junior       | Decisión (unánime)                  | MF - Mossoro Fight                            | 26 de agosto de 2005     | 3     | 5:00   | Mossoró                |                                           |
| Victoria  | 1–0    | Chacal Chacal       | Sumisión (armbar)                   | TF - Tremons Fight                            | 13 de mayo de 2005       | 1     | 3:20   | Natal                  |                                           |